# Solandra grandiflora
Solandra grandiflora là loài thực vật có hoa trong họ Cà. Loài này được Sw. miêu tả khoa học đầu tiên năm 1787.